# La prophétie des grenouilles
La Prophétie des grenouilles (Brasil: A Profecia dos Sapos / Portugal: A Profecia das Rãs)  é um longa-metragem francês de animação infantil tradicional de 2003 dirigido por Jacques-Rémy Girerd e escrito por Girerd, Lanciaux Antoine e Tcherenkov Iouri, no estúdio de animação Folimage.

## Sinopse
A animação ilustra os "possíveis" efeitos de quarenta dias e quarenta noites de chuva. Segundo a Bíblia, o mundo já encarou um dilúvio desses e, agora, está acontecendo tudo de novo. Os sapos, que profetizaram a catástrofe iminente, tentam alertar os humanos, e dois adultos e duas crianças procuram abrigo em um celeiro enorme, uma espécie de Arca de Noé improvisada. Nessa inacreditável casa flutuante, eles reúnem os animais da fazenda e os bichos do zoológico da vizinhança.
O mundo é inundado e tudo que eles têm para comer são 28 toneladas de batata. Animais carnívoros e herbívoros precisam viver em paz para sobreviver.

## Elenco
- Romain Bouteille: Lobo
- Michel Galabru: Elefante
- Annie Girardot: Elefante
- Coline Girerd: Lili
- Manuela Gourary: Madame Lamotte
- Anouk Grinberg: Tartaruga
- Kevin Hervé: Tom
- Jacques Higelin: Leão
- Pierre-F. Martin-Laval: Girafa
- Laurentine Milebo: Juliette
- Michel Piccoli: Ferdinand
- Jacques Ramade: os porcos
- Luis Rego: René Lamotte